# Ante Kovačić
Antun "Ante" Kovačić (n. 6 iunie 1854 - d. 10 martie 1889) a fost un scriitor croat, cunoscut mai ales pentru capodopera sa, La registratură, roman cu caracter realist și satiric.

## Scrieri
- 1877: Iubirea baroanei ("Baruničina ljubav")
- 1880: Învățătorul satului ("Seoski učitalj")
- 1888: La registratură ("U registraturi").

1. ↑  Autoritatea BnF, accesat în 10 octombrie 2015
2. ↑  CONOR.SI[*] Verificați valoarea |titlelink= (ajutor)